# Convention sur la limitation de la responsabilité en matière de créances maritimes
La Convention sur la limitation de la responsabilité en matière de créances maritimes, également connue sous le nom de Convention de Londres de 1976, ou de Convention LLMC (en anglais : Limitation of Liability for Maritime Claims), est un traité international de l'Organisation maritime internationale conclu à Londres le 19 novembre 1976. Elle est entrée en vigueur le 1er décembre 1986 et a remplacé la Convention de Bruxelles de 1957 du même nom. En février 2025 , 55 États sont parties à la convention. L'OMI a adopté un protocole à la Convention en le 2 mai 1996, qui est entrée en vigueur le 13 mai 2004. 

## Parties
Bien que 65 États aient ratifié la convention, elle ne compte que 55 États parties car un certain nombre d’États ayant ratifié la convention l’ont dénoncée. Par exemple, la Nouvelle-Zélande a ratifié la convention et a cessé d’en être partie en octobre 2017. Au Canada, le protocole de 1996 à la convention de 1976 fait partie de la Loi sur la responsabilité maritime de 2001. 

## Voir également